# 大布里洛韋
47°46′39″N 29°16′48″E / 47.77750°N 29.28000°E
大布里洛韋（烏克蘭語：Велике Бурилове）是位於烏克蘭西南部的村莊，由敖德萨州波季利斯克区的庫亞利尼克市鎮負責管轄。該村始建於1907年，面積0.31平方公里，海拔高度218米，2001年人口108，人口密度每平方公里348.39人。